# Norra begravningsplatsen
A Norra begravningsplatsen temető (magyarul Északi temető) a Stockholm melletti Solna településen található. A temetőt 1827. június 9-én avatták fel. Számos svéd hírességet itt hantoltak el. 

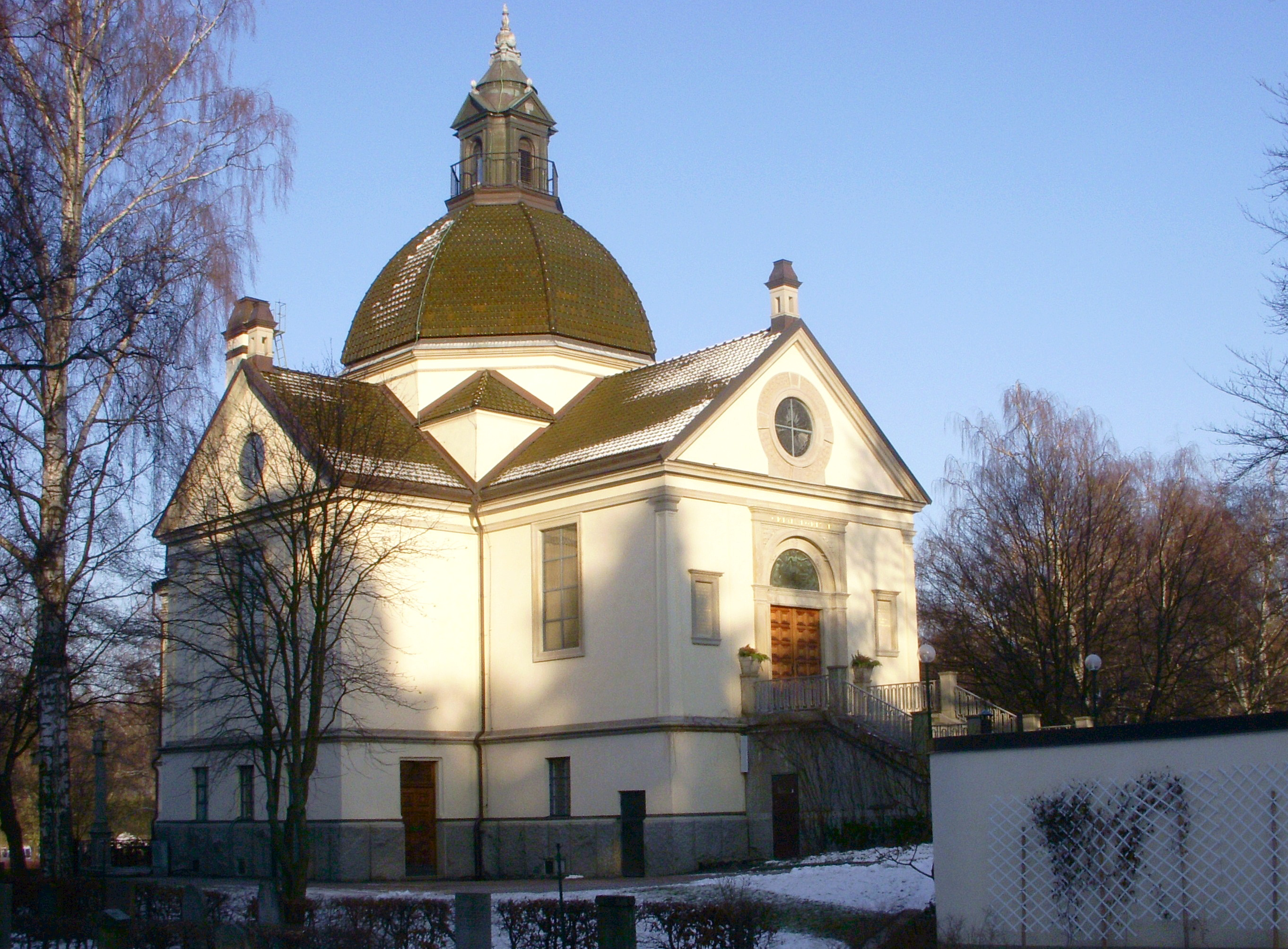
A Norra begravningsplatsen temető krematóriuma

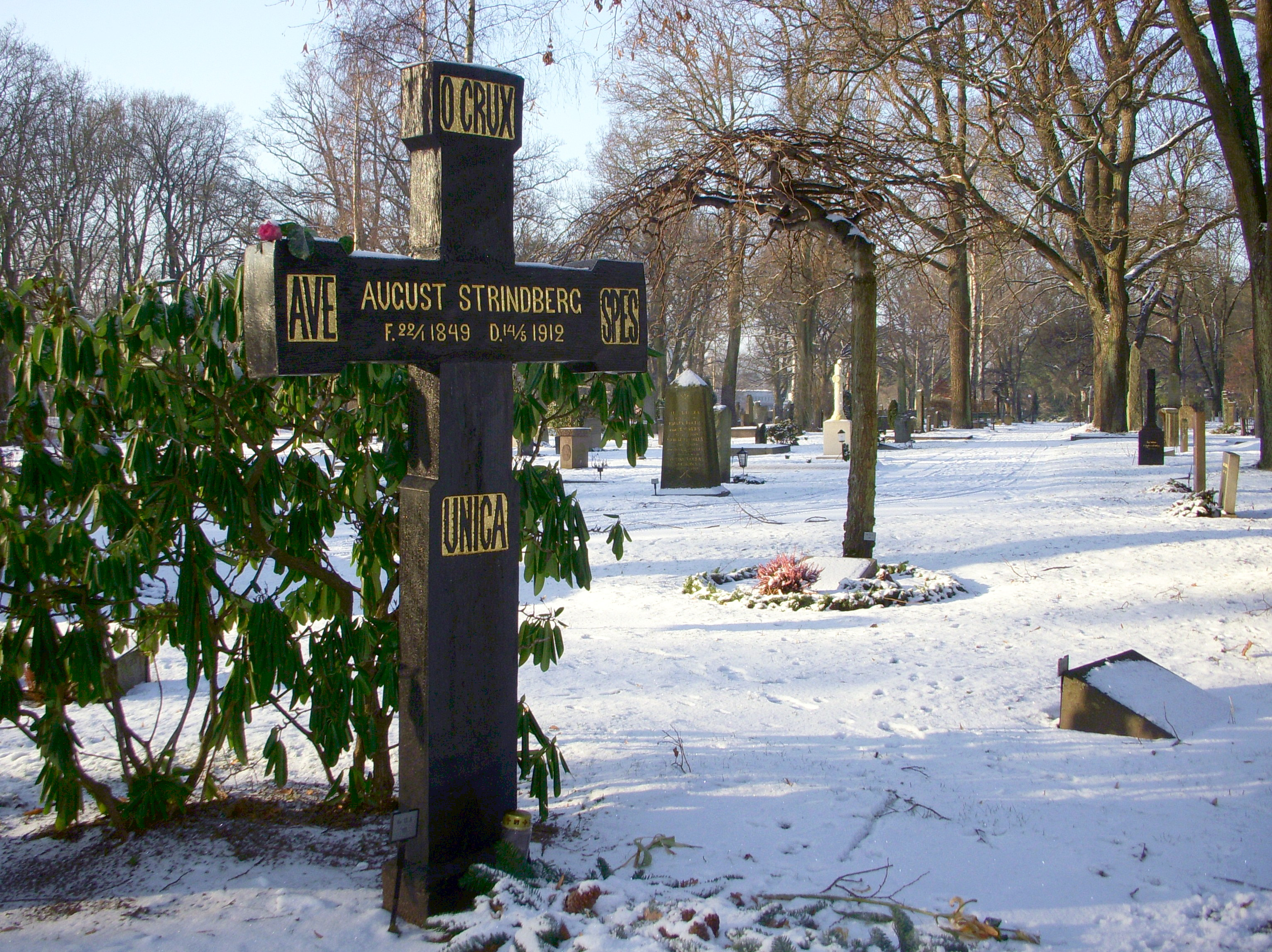
August Strindberg síremléke

## Híres elhantoltak

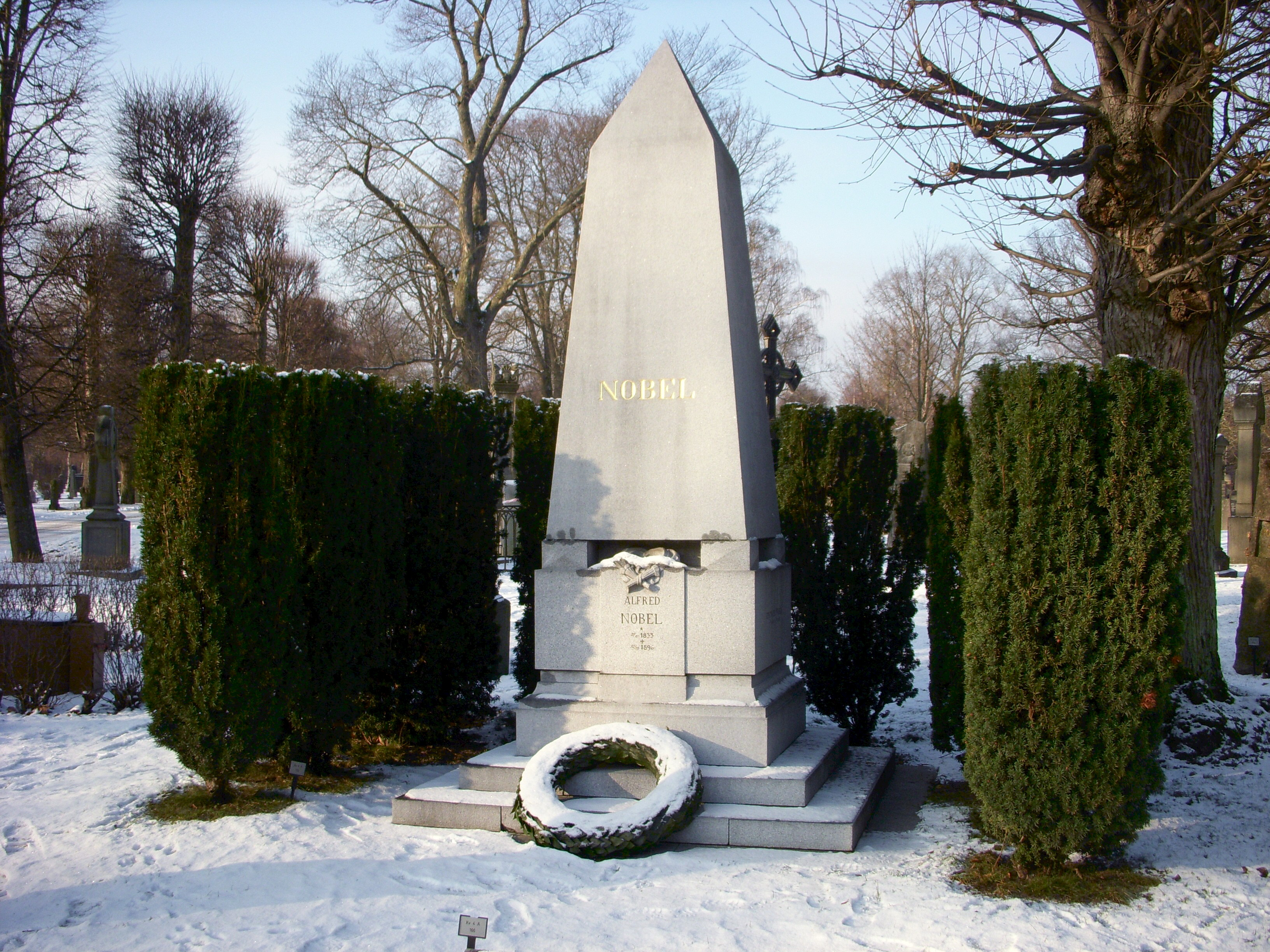
Alfred Nobel síremléke

- Salomon August Andrée (1854–1897) sarkkutató
- Klas Pontus Arnoldson (1844–1916) Nobel-békedíjas
- Kurt Atterberg (1887–1974) zeneszerző
- Ingrid Bergman (1915–1982) színésznő
- Bo Bergman (1869–1967) író, költő, dalszövegíró
- Folke Bernadotte (1895–1948) diplomata
- Franz Berwald (1796–1868) zeneszerző
- Ulla Billquist (1907–1946) énekes
- Ulf Björlin (1933–1993) zeneszerző
- August Blanche (1811–1868) író, publicista, politikus
- Isak Gustaf Clason (1856–1930) építész
- Gösta Ekman (1890–1938) színész
- Knut Frænkel (1870–1897) mérnök és sarkkutató
- Isaac Grünewald (1889–1946) festő
- Allvar Gullstrand (1862–1930) fizikus, orvosi Nobel-díjas
- Per Albin Hansson (1885–1946) miniszterelnök
- Sofia Kovalevskaya (1850–1891) matematikus, író
- Ivar Kreuger (1880–1932) iparos és befektető
- Gustaf de Laval (1845–1932) mérnök és feltaláló
- Arvid Lindman (1862–1936) miniszterelnök
- Estelle Manville Bernadotte af Wisborg (1904–1984) amerikai–svéd grófné, Folke Bernadotte gróf felesége
- Vilhelm Moberg (1898–1973) író
- Alfred Nobel (1833–1896) feltaláló és a Nobel-díj alapítója
- Jenny Nyström (1854–1946) művész, illusztrátor
- Ernst Rolf (1891–1932) művész, producer
- Nelly Sachs (1891–1970) író, irodalmi Nobel-díjas
- Ulrich Salchow (1877–1949) világ- és olimpiai bajnok műkorcsolyázó
- Victor Sjöström (Victor Seastrom) (1879–1960) filmrendező
- Karl Staaff (1860–1915) miniszterelnök
- Mauritz Stiller (1883–1928) filmrendező
- August Strindberg (1849–1912) író
- Nils Strindberg (1872–1897) fotográfus és sarkkutató
- Inga Tidblad (1901–1975) színésznő
- Axel Hugo Theodor Theorell (1903–1982} tudós, orvosi Nobel-díjas
- Wilhelmina Skogh (1849–1926) üzletasszony, hotel- és étteremtulajdonos
- Samuel Owen (1774–1854) mérnök, feltaláló, iparos
- Ellen Fries (1855–1900) svéd történetírónő, feminista

## Fordítás
- Ez a szócikk részben vagy egészben  a   Norra Begravningsplatsen című angol Wikipédia-szócikk ezen változatának fordításán alapul.  Az eredeti cikk szerkesztőit annak laptörténete sorolja fel. Ez a jelzés csupán a megfogalmazás eredetét és a szerzői jogokat jelzi, nem szolgál a cikkben szereplő információk forrásmegjelöléseként.